# Dreispitz (berg i Schweiz)
Dreispitz är ett berg i Schweiz.   Det ligger i distriktet Frutigen-Niedersimmental och kantonen Bern, i den centrala delen av landet, 50 km sydost om huvudstaden Bern. Toppen på Dreispitz är 2 520 meter över havet, eller 537 meter över den omgivande terrängen. Bredden vid basen är 3,4 km.
Terrängen runt Dreispitz är huvudsakligen mycket bergig. Närmaste större samhälle är Frutigen, 8,6 km väster om Dreispitz. 
Trakten runt Dreispitz består i huvudsak av gräsmarker. Runt Dreispitz är det glesbefolkat, med 20 invånare per kvadratkilometer.